# SearchGPT
SearchGPTは、OpenAIによって開発されたプロトタイプの検索エンジンであり、2024年7月26日に公開された。従来の検索エンジンの機能と生成AIの機能を組み合わせている。この検索機能により、同社は主要な検索エンジン、特にGoogleとBing（後者はOpenAIの最大の投資家であるMicrosoftの製品）の直接の競合となる。

## 沿革
SearchGPTは、まずプロトタイプとして1万人のテストユーザーへの限定公開という形で導入された。2024年8月中旬の時点で、SearchGPTのウェイティングリストは締め切られている。OpenAIは最終的に、この検索機能をChatGPTに統合することを目指している。
OpenAIは、SearchGPTと出版社との提携を発表し、検索結果にコンテンツがどのように表示されるかについての選択肢を提供し、信頼できる情報源のプロモーションを保証している。
2024年10月31日、OpenAIはChatGPT検索をChatGPT PlusとTeam加入者に提供開始し、2024年12月には無料ユーザーにも提供された。OpenAIは最終的に2024年12月にChatGPTに検索機能を組み込んだ。